# Озеро Літа
О́зеро Літа (лат. Lacus Aestatis) — відносно невелике місячне море, складається з двох відносно маленьких частин, розташованих у східній частині видимої сторони Місяця. Селенографічні координати об'єкта — 15°00′ пд. ш. 69°00′ зх. д. / 15.0° пд. ш. 69.0° зх. д., діаметр становить 90 км.
Північно-західна частина озера є південно-східною частиною кратера Рокка Q. Трохи північніше знаходиться кратер Рокка A. Інша частина озера розташована на південний схід від першого компонента, і формує подовжену, «розпливчасту» ділянку.